# Szabad Egyetem
A Szabad Egyetem egy 2018 novemberében alapított diákmozgalom, amely a magyar felsőoktatást átalakító számos kormányintézkedés (Lex CEU, Corvinus Egyetem átalakítása) elleni tiltakozásból született.

## Története
A diákok 2018-ban azért foglalták el a Kossuth teret, hogy tiltakozzanak a magyar kormány oktatási és kutatási szabadságot korlátozó intézkedesei ellen. Ezután a Szabad Egyetem mozgalmat megalapítva azt a célt is kitűzték, hogy együttműködést építsenek ki az egyetemi oktatókkal és a 2018 decemberi ún. rabszolgatörvény által sújtott munkásokkal is és együtt léphessenek fel a gondolat szabadságáért és a demokráciáért Magyarországon.

## Forrás
1. ↑  Az oktatási rendszer problémáiról plakátolt egy diákcsoport az EMMI épülete előtt az éjjel. Mérce. (Hozzáférés: 2020. június 4.)